# Sphecodes abyssinicus
Sphecodes abyssinicus är en biart som beskrevs av Frédéric Jules Sichel 1865. Sphecodes abyssinicus ingår i släktet blodbin, och familjen vägbin. Inga underarter finns listade i Catalogue of Life.